# Lithobius alticus
Lithobius alticus är en mångfotingart som först beskrevs av Imre Loksa 1965.  Lithobius alticus ingår i släktet Lithobius och familjen stenkrypare.

## Underarter
Arten delas in i följande underarter:
- L. a. alticus
- L. a. capitata